# Oststeinbek
Oststeinbek település Németországban, Schleswig-Holstein tartományban. Lakosainak száma 8990 fő (2023. december 31.).

## Népesség
A település népességének változása:
| Lakosok száma | 6253 | 8902 | 8849 | 8744 | 8889 | 8990 |
|               | 1975 | 2017 | 2019 | 2021 | 2022 | 2023 |